# Fayetteville State Broncos
Fayetteville State Broncos (español: los Broncos de la Estatal de Fayetteville) es el nombre de los equipos deportivos de la Universidad Estatal de Fayetteville, situada en Fayetteville, Carolina del Norte. Los equipos de los Broncos participan en las competiciones universitarias organizadas por la NCAA, y forman parte desde 1954 de la Central Intercollegiate Athletic Association.

## Programa deportivo
Los Broncos compiten en 4 deportes masculinos y en otros 6 femeninos:
| - Masculino - Baloncesto - Golf - Fútbol americano - Cross | - Femenino - Baloncesto - Voleibol - Cross - Tenis - Softball - Bowling |

## Instalaciones deportivas
- Felton J. Capel Arena es el pabellón donde disputan sus competiciones los equipos de baloncesto. Tiene una capacidad para 4.000 espectadores y fue inaugurado en 1995. Está considerada como una de las mejores instalaciones de toda la División II de la NCAA.[1]

- Luther "Nick" Jeralds Stadium es el estadio donde disputan sus encuentros el equipo de fútbol americano. Tiene una capacidad para 5.520 espectadores.[2]